# Radik Valiev
Radik Jur'evič Valiev (in russo Радик Юрьевич Валиев?; Vladikavkaz, 17 giugno 1997) è un lottatore russo, specializzato nella lotta libera.

## Biografia
Ai mondiali di Oslo 2021 ha guadagnato la medaglia di bronzo nella categoria -79 kg.
Ha rappresentato la Federazione russa di lotta ai mondiali di Oslo 2021, dove ha vinto la medaglia di bronzo nel torneo dei -79 kg.

## Palmarès
| Anno                                               | Manifestazione  | Sede     | Evento | Risultato | Note |
| -------------------------------------------------- | --------------- | -------- | ------ | --------- | ---- |
| In rappresentanza della Russia                     |                 |          |        |           |      |
| 2017                                               | Mondiali junior | Tampere  | 74 kg  | 7º        |      |
| 2018                                               | Europei U23     | Istanbul | 79 kg  | Oro       |      |
| 2019                                               | Europei U23     | Novi Sad | 79 kg  | Oro       |      |
| 2019                                               | Mondiali U23    | Budapest | 79 kg  | Bronzo    |      |
| In rappresentanza della Federazione russa di lotta |                 |          |        |           |      |
| 2021                                               | Mondiali        | Oslo     | 79 kg  | Bronzo    |      |